# Francesco Cesarei Leoni
Francesco Cesarei Leoni (* 1. Januar 1756 in Perugia; † 25. Juli 1830 in Jesi) war ein italienischer Kardinal.

## Leben
Er entstammte einer perugianischen Patrizierfamilie und studierte an der Universität Perugia, wo er am 24. September 1779 zum Doctor iuris utriusque promoviert wurde. Im November 1783 wurde er zum Päpstlichen Geheimkämmerer und am 19. April 1784 zum Auditor der Römischen Rota ernannt, im selben Jahr auch zum Hausprälat Seiner Heiligkeit. Die Priesterweihe empfing er am 27. August 1797. Im Juni 1809 wurde er Dekan der Römischen Rota. Nach der ersten Wiederherstellung der päpstlichen Herrschaft über den Kirchenstaat wurde er am 30. September 1814 Konsultor der Römischen Inquisition.
Francesco Cesarei Leoni wurde am 28. Juli 1817 zum Bischof von Jesi ernannt. Die Bischofsweihe spendete ihm am 24. August desselben Jahres in der römischen Kirche Il Gesù der Dekan des Kardinalskollegiums Alessandro Mattei; Mitkonsekratoren waren Erzbischof Giovanni Francesco Guerrieri und Erzbischof Candido Maria Frattini, Vizegerent von Rom.
Bereits am 8. März 1816 hatte Papst Pius VII. ihn in pectore zum Kardinal erhoben, dies wurde im Konsistorium vom 28. Juli 1817 gleichzeitig mit seiner Bischofsernennung bekanntgegeben. Den roten Kardinalshut erhielt er am 31. Juli 1817, am 1. Oktober desselben Jahres wurde ihm Santa Maria del Popolo als Titelkirche zuerkannt.
Francesco Cesarei Leoni  war Teilnehmer am Konklave 1823, das Papst Leo XII. wählte. Am Konklave 1829, aus dem Pius VIII. als Papst hervorging, konnte er nicht mehr teilnehmen. Er starb im darauffolgenden Jahr und wurde in der Kathedrale von Jesi beigesetzt.